# Partito Nazionale Liberale (Libano)
Il Partito Nazionale Liberale (in arabo حزب الوطنيين الأحرار‎?, Ḥizb al-Waṭaniyyīn al-Aḥrār, letteralmente "Partito dei Nazionalisti Liberi") è un partito politico libanese fondato nel 1958 dal presidente uscente della repubblica libanese Camille Chamoun.
Durante la guerra civile in Libano il partito operò attraverso la Milizia delle Tigri e si alleò con le Falangi Libanesi, costituendo il Fronte Libanese.

## Storia
Dopo le sue dimissioni da Presidente della Repubblica  nel 1958, Chamoun fondò lo stesso anno il Partito Nazionale Liberale.
In seguito alle elezioni del 1968, il PNL ha ottenuto 11 seggi su 99, diventando la principale formazione politica in un parlamento strutturalmente assai frammentato e organizzato come forza di un singolo personaggio politico. Anche se il PNL si definisce non confessionale, reclama un maggior peso politico per la componente cristiana del paese, in particolare quella maronita.
Dall'inizio della guerra civile in Libano nel 1975, Chamoun e il suo partito crearono la milizia armata, detta "Milizia delle Tigri" (in arabo Numūr al-aḥrār). Fece parte del blocco cristiano, detto Fronte Libanese, dominato dalle Falangi libanesi (Kataeb, arabo Katāʾib) di Pierre Gemayel. Si fuse con altre milizie a prevalenza maronita (come la Brigata Marada di Sulayman Farangiyye), per formare le Forze Libanesi, fino a quando esse furono soppresse nel 1980 dalle Falangi di Bashir Gemayel.
Nel 1987, alla morte del suo fondatore, il figlio Dany lo sostituì alla testa del partito fino al suo assassinio nel 1990 attuato dalle milizie dell'ex-presidente della Repubblica Frangiyye. Il suo secondo figlio Dory da allora ha preso il suo posto. 
Il partito ha boicottato le elezioni politiche del 1992, 1996 e 2000, perché manovrate dai siriani che occupavano il paese.
Nel 2005 il partito prese parte alla rivoluzione del Cedro antisiriana e alle ultime elezioni politiche del 2009 ha ottenuto un seggio all'Assemblea nazionale con il suo leader.